# 아사하르 해안

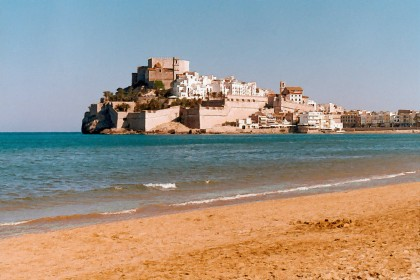
페니스콜라

아사하르 해안(Costa del Azahar)은 스페인 카스테욘 주에 있는 해안이다.